# 香港空氣污染指數

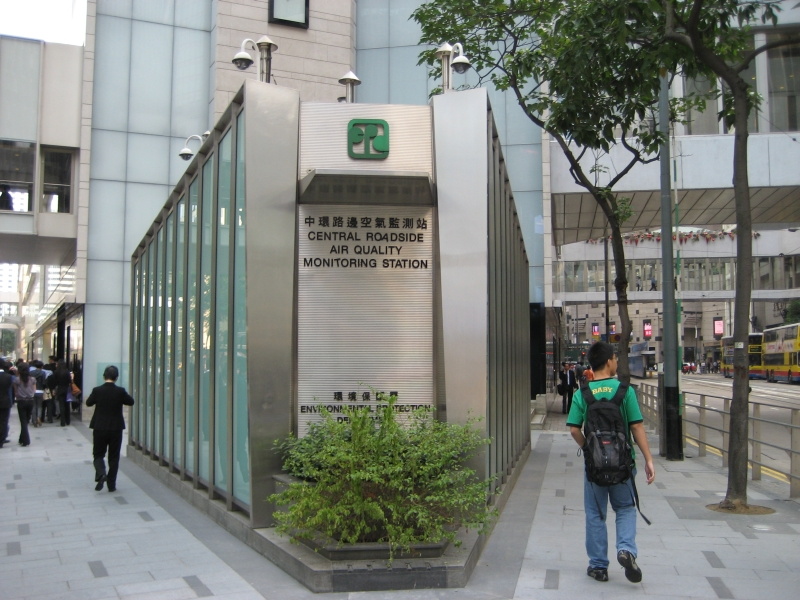
中環路邊空氣監測站

空氣污染指數（英語：Air Pollution Index，縮寫：API）是香港空氣污染情況的一項指標，由環境保護署（環保署）於1995年6月首次推出，作用是提供一個簡單的方法令大眾得悉香港空氣污染情況並作出適當措施，保障市民健康。
1998年6月15日 空氣污染指數分為「一般空氣污染指數」和「路邊空氣污染指數」兩類。現時環境保護署在香港各區共有11個一般空氣質素監測站及3個路邊空氣質素監測站。指數每小時計算及公布，每日下午4時公布預測未來24小時的空氣污染指數。
環保署於2013年12月30日起以空氣質素健康指數取代舊有的空氣污染指數，並分為11個級別，即1至10和10+。

## 指數計算方法
指數根據5種空氣污染物（二氧化氮、二氧化硫、臭氧、一氧化碳、可吸入懸浮粒子）的濃度轉化為一個是由0至500的單一數字，並按空氣污染可能對人體健康造成的影響程度而劃分為輕微、中等、偏高、甚高和嚴重5級。每個監測站的空氣污染指數，不是各種污染物濃度的平均數值，而是取該監測站錄得的各污染物含量的最高副指數，以表示整體的污染水平。

## 監測站位置
| 監測站 | 類別 | 位置                                   | 採樣高度      | 代表的發展地區種類                   |
| ------ | ---- | -------------------------------------- | ------------- | ------------------------------------ |
| 中西區 | 一般 | 高街2號 西營盤社區綜合大樓             | 16米（5樓）   | 市區：住宅區                         |
| 東區   | 一般 | 惠亨街20號 西灣河消防局                | 15米（4樓）   | 市區：人口稠密的住宅區               |
| 葵涌   | 一般 | 葵涌道999號 葵涌警署                   | 13米（2樓）   | 市區：人口稠密兼有工商業發展的住宅區 |
| 觀塘   | 一般 | 觀塘道407-431號裕華大廈                | 25米（6樓）   | 市區：人口稠密兼有工商業發展的住宅區 |
| 沙田   | 一般 | 文禮路11-17號 沙田官立中學             | 25米（6樓）   | 新市鎮：住宅區                       |
| 深水埗 | 一般 | 欽州街37A號 深水埗警署                 | 17米（4樓）   | 市區：人口稠密兼有商業發展的住宅區   |
| 大埔   | 一般 | 汀角路1號 大埔政府合署                 | 25米（6樓）   | 新市鎮：住宅區                       |
| 塔門   | 一般 | 塔門警署                               | 11米（3樓）   | 郊區                                 |
| 荃灣   | 一般 | 大河道60號 雅麗珊社區中心              | 17米（4樓）   | 市區：人口稠密兼有工商業發展的住宅區 |
| 東涌   | 一般 | 富東街6號 東涌健康中心                 | 27.5米（4樓） | 新市鎮：住宅區                       |
| 元朗   | 一般 | 青山公路（元朗段）269號 元朗民政事務處 | 25米（6樓）   | 新市鎮：發展相當迅速的住宅區         |
| 銅鑼灣 | 路邊 | 怡和街1號                              | 3米           | 市區內交通繁忙的路邊。               |
| 中環   | 路邊 | 遮打道與德輔道交界                     | 4.5米         | 市區內交通繁忙的路邊。               |
| 旺角   | 路邊 | 旺角彌敦道及荔枝角道交界               | 3米           | 市區內交通繁忙的路邊。               |

「路邊監測站」錄得的指數一般會較「一般監測站」為高，主要是受地面汽車廢氣影響。

各監測站錄得的實時空氣污染物數據，會經由電話線路傳送至環境保護署於稅務大樓的空氣質素數據處理中心計算出空氣污染指數。

## 分級及影響
香港空氣污染指數分為以下5級：
| 級別           | 指數      | 可能對健康的影響 |
| -------------- | --------- | --- |
| 輕微Low        | 0 - 25    | 預料沒有影響。 |
| 中等Medium     | 26 - 50   | 預料對公眾沒有影響。                                                                                                |
| 偏高 High      | 51 - 100  | 預料不會有急性的健康影響，但如果長時間在這空氣污染水平中，可能引致慢性不良影響。                                    |
| 甚高 Very high | 101 - 200 | 患有心臟或呼吸系統疾病的人的健康狀況會輕微轉壞，而一般人士或會稍感不適。                                            |
| 嚴重 Severe    | 201 - 500 | 患有心臟或呼吸系統疾病的人的病徵會明顯轉壞， 而一般人士普遍也會感到不適，包括眼睛不適、氣喘、咳嗽、痰多、喉痛等等。 |

- 香港教育局亦有指引，提醒各學校校監及校長，在空氣污染指數偏高情況下應採取的措施[8]。

## 氣象因素的影響
香港的空氣污染除受本地污染源影響，內地的發展和沙漠化往往亦加劇了香港的污染。香港煙霞嚴重日子多在弱北風剛到達香港或當影響香港的東北季候風緩和時發生。另外，當有熱帶氣旋在香港以東的台灣附近，由於北半球熱帶氣旋逆時針旋轉的特性，在其外圍環流影響下，香港會轉吹西北風及下沉氣流令大氣變得較為穩定，香港的空氣污染亦會特別嚴重。而在夏季（5月至8月），香港多受海洋氣流（一般為南至東南風）或西南季候風影響，帶來較潔淨的海洋空氣，香港的空氣污染水平顯著較低。

## 重要事件
在2010年3月22日，香港受到中國北部的沙塵暴影響，導致本港的「空氣污染指數」第二次錄得超過200的嚴重程度，更首次錄得指數上限的500點水平，環保署自當天凌晨2時發聲明警告後，各區空氣污染指數在5時過後由100附近逐步攀升至超過200的嚴重程度，中午前已不斷徘徊在300至400點，下午2時終在觀塘分區監測站首次錄得指數上限的500點，至下午5時增至7個站錄得，於晚上8時更升至最高峰的10個站達到指數上限。
3月23日，空氣污染指數的高峰已過，各區指數開始漸漸回落。由於本次沙塵暴由東面吹來，香港西面的污染情況較東面少，全港14個監測站中有4個站 在污染高峰期間並未錄得指數上限，包括香港西部的葵涌、荃灣、東涌和元朗監測站，但仍錄得嚴重水平（超過200點）。對上一次香港錄得最高污染指數是2008年塔門監測站，該次的記錄為剛達嚴重程度的202點。

## 問題

### 達理指數
為解決以過時的標準制訂的香港空氣污染指數，香港大學公共衛生學院社會醫學系主席教授賀達理醫學博士（Dr. Anthony J Hedley, Chair Professor of Community Medicine）主導的研究小組創制「達理指數」 ，以健康及金錢的損失來作表達方式，估計空氣污染蠶蝕市民健康的成本代價，並監察香港空氣質素的程度和空氣污染導致公共衛生所受損失的經濟成本。 該指數會在「達理指數」網站 （页面存档备份，存于）上即時公佈。 

### 空氣污染真相指數
綠色和平鑒於「香港空氣質素指標」20年來都沒有進行檢討而且遠遠落後於世界衛生組織標準，因而制訂了「空氣污染真相指數 （页面存档备份，存于）」，如實反映空氣污染的情況，保障市民的健康。

### 對微細懸浮粒子（PM 2.5）的監管情況
PM2.5的直徑只有2.5微米，僅及頭髮直徑的二十八分之一，能穿透口罩和鼻毛，直達心肺，嚴重影響公眾健康。醫學界早有共識，指PM 2.5為對人體影響甚鉅，可穿透人類的過濾系統，根本避無可避，因此社環保團體「香港地球之友」視之為「最陰毒」的空氣污染物。
2014年，香港環保署把PM 2.5納入空氣質素指標的檢測中，24小時平均濃度限值為75微克/立方米，年平均濃度限值為35微克/立方米，分別只達到世界衞生組織準則值的三分之一及三分之一以下。